# Angolo olandese

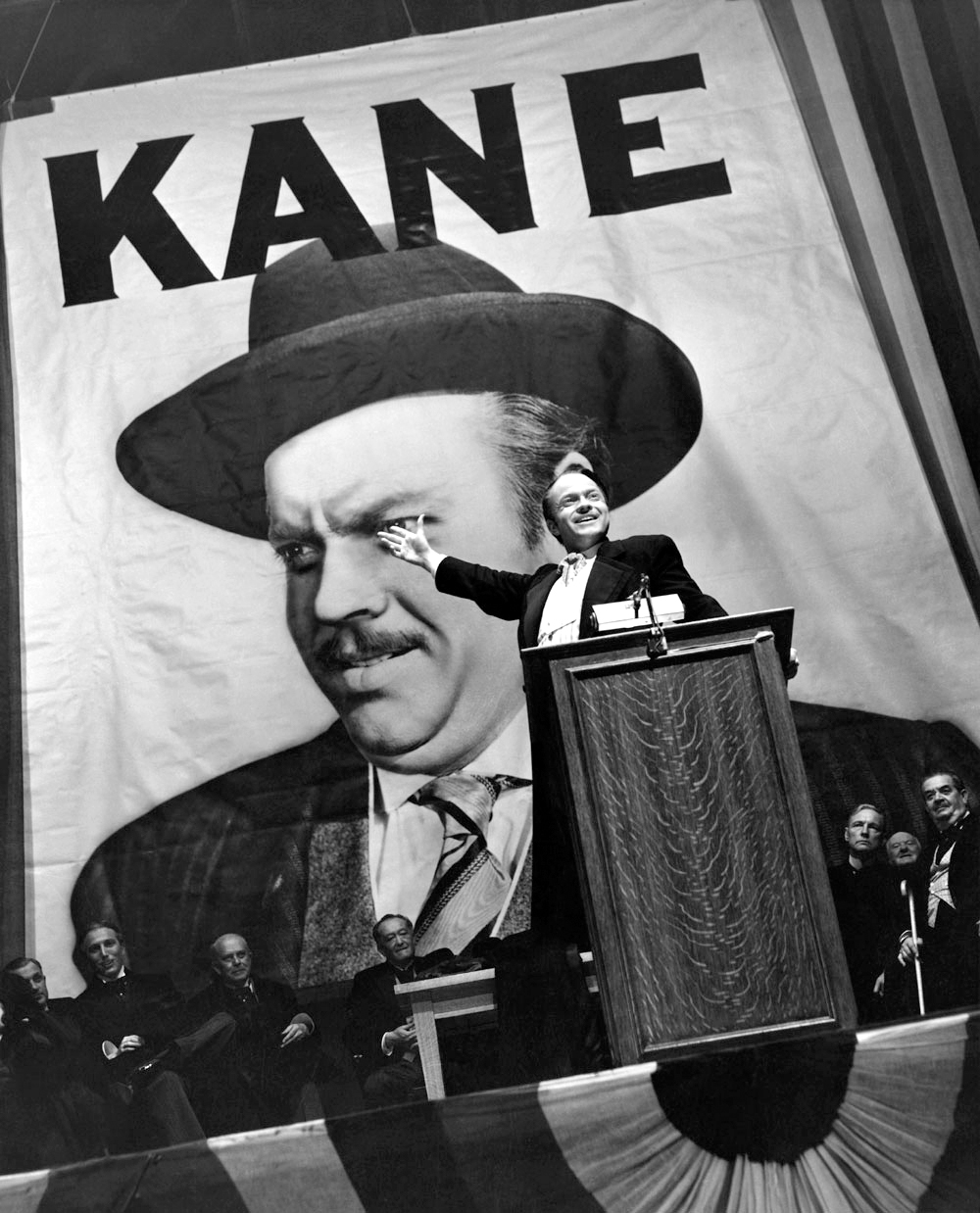
Angolo olandese in un fotogramma del film Quarto Potere (1941)

L'angolo olandese o piano olandese (in inglese Dutch angle o Dutch tilt) è una tecnica di ripresa usata nel cinema, in fotografia e in altre arti visive, che si ottiene con una decisa inclinazione laterale della macchina da presa o della fotocamera durante l'inquadratura, in modo che l'orizzonte risulti in diagonale rispetto ai bordi dell'immagine.
Tale tecnica, introdotta agli inizi del Novecento dal cinema espressionista tedesco, viene utilizzata quando si vuole rappresentare una situazione di disagio, tensione, alterazione dello stato di coscienza o squilibrio psicologico.
Sul finire degli anni trenta, la tecnica fu adottata dai cineasti di Hollywood, che la ribattezzarono Dutch angle,  facendo confusione tra la parola tedesca Deutsch, che significa "tedesco", e la parola Dutch, che in inglese significa "olandese".
È nota in inglese anche come german angle, canted angle e Batman angle e in francese come plan débullé o plan cassé.

## Tecnica

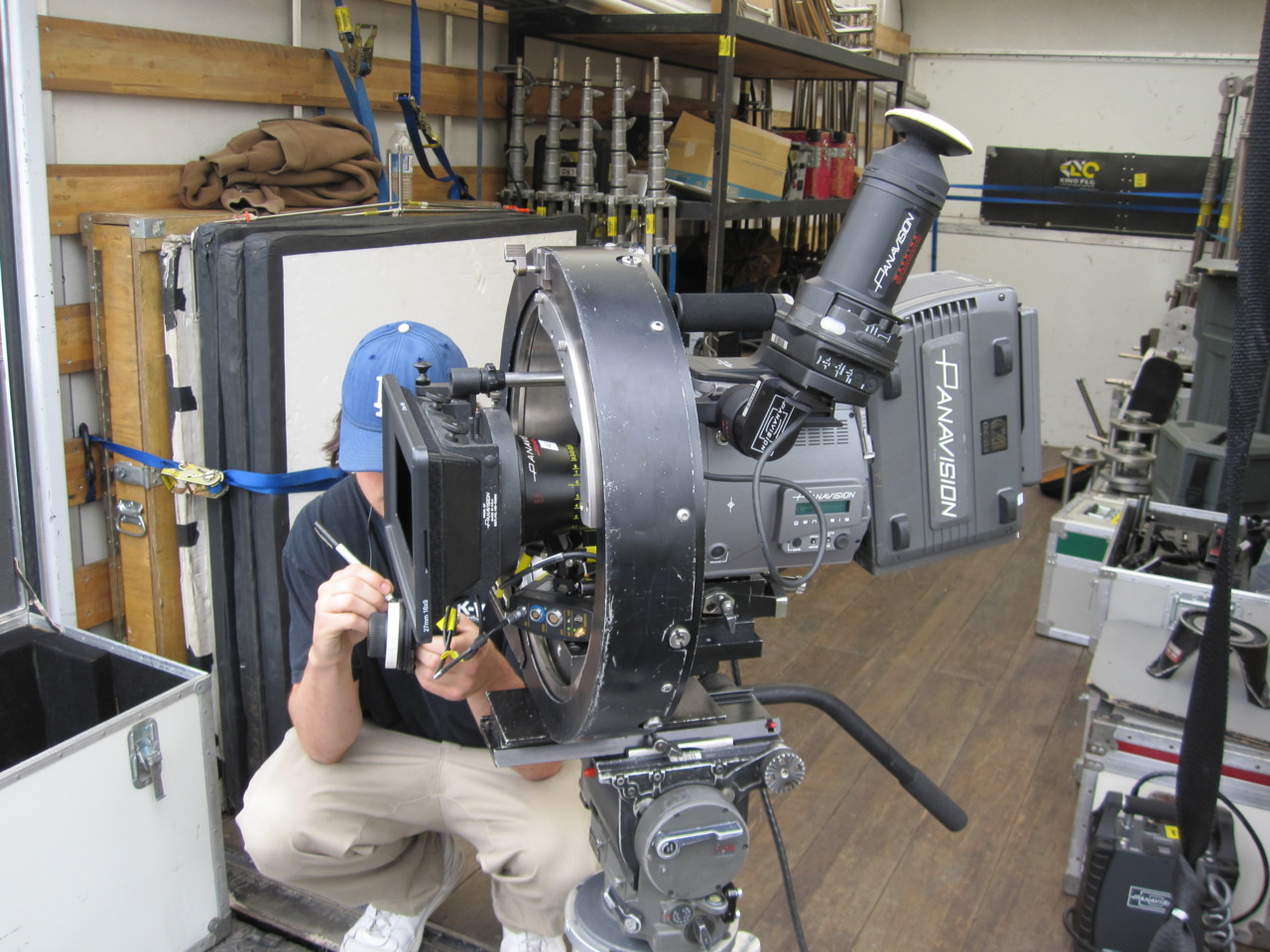
Una macchina da presa in assetto da dutch angle, sul set del film di fantascienza Love (2011).

Per ottenere un angolo olandese, l'operatore imprime una decisa inclinazione alla camera, sia verso destra, che verso sinistra, sino a un massimo di 45°, in modo da porre la linea dell'orizzonte in diagonale rispetto al bordo inferiore dell'inquadratura.
Il termine francese plan débullé, deriva da bulle, e si riferisce alla bolla della livella che solitamente si trova sul treppiedi che sostiene la macchina da presa, che permette di regolare l'assetto della apparecchiatura. Il termine ha un equivalente nel gergo cinematografico italiano dove la macchina da presa inclinata viene definita “sbollata”.
Le riprese in Dutch angle possono essere statiche, con macchina da presa fissa, o dinamiche, con la camera che ruota, oscilla o si muove lungo una diagonale prestabilita (cosiddetto "angolo olandese carrellato").

## Cinema
Questa tecnica di ripresa fu lanciata agli inizi del XX secolo dal cinema espressionista tedesco: uno dei primi registi ad utilizzarla fu Robert Wiene, nel film Il gabinetto del dottor Caligari del 1920.
L'angolo olandese fu utilizzato da registi innovativi come James Whale in La moglie di Frankenstein (1935), Orson Welles in Quarto potere (1941), John Huston in Il mistero del falco (1941), Alfred Hitchcock in L'ombra del dubbio (1943) e Carol Reed in Il terzo uomo (1949).
Il Dutch angle è stato ampiamente utilizzato nella serie televisiva degli anni '60 Batman, tanto che la tecnica è stata ribattezzata Batman angle.
In epoca successiva tra i registi che hanno utilizzato l'angolo olandese per rappresentare lo smarrimento, la follia e/o gli effetti delle sostanze psicotrope, vi sono: Sam Raimi, che nella trilogia horror La casa (1981-1992), utilizza questa tecnica di ripresa per mostrare un personaggio posseduto da un demonio; Terry Gilliam in Brazil (1985), La leggenda del re pescatore (1991), L'esercito delle 12 scimmie (1995) e Paura e delirio a Las Vegas (1998); Tim Burton in Edward mani di forbice (1990) e Ed Wood (1994). Più recentemente tale angolazione di ripresa è stata utilizzata in Batman Begins (2005), The Millionaire (2008) e Il dubbio (2008).
Molto particolare è stato l'utilizzo di questa tecnica nel film Battaglia per la Terra (2000), nel quale quasi ogni singola scena è stata girata per mezzo dell'angolo olandese. Il film è stato poi giudicato negativamente anche e soprattutto per questa scelta registica. Nelle parole del critico Roger Ebert, "Il regista, Roger Christian, ha imparato da film migliori che a volte i registi inclinano la telecamera, ma non ha imparato perché".

## Fotografia
(Charlie Leduff sulla tecnica fotografica di Robert Frank)

Modifica di Angolo olandese nel Nuova York, 2008

Angolazioni di ripresa oblique più o meno marcate sono state utilizzate da numerosi fotografi; tra quelli in cui l'angolo olandese costituisce una vera e propria "cifra stilistica" possono essere citati gli esponenti della street photography statunitense Garry Winogrand e Robert Frank.

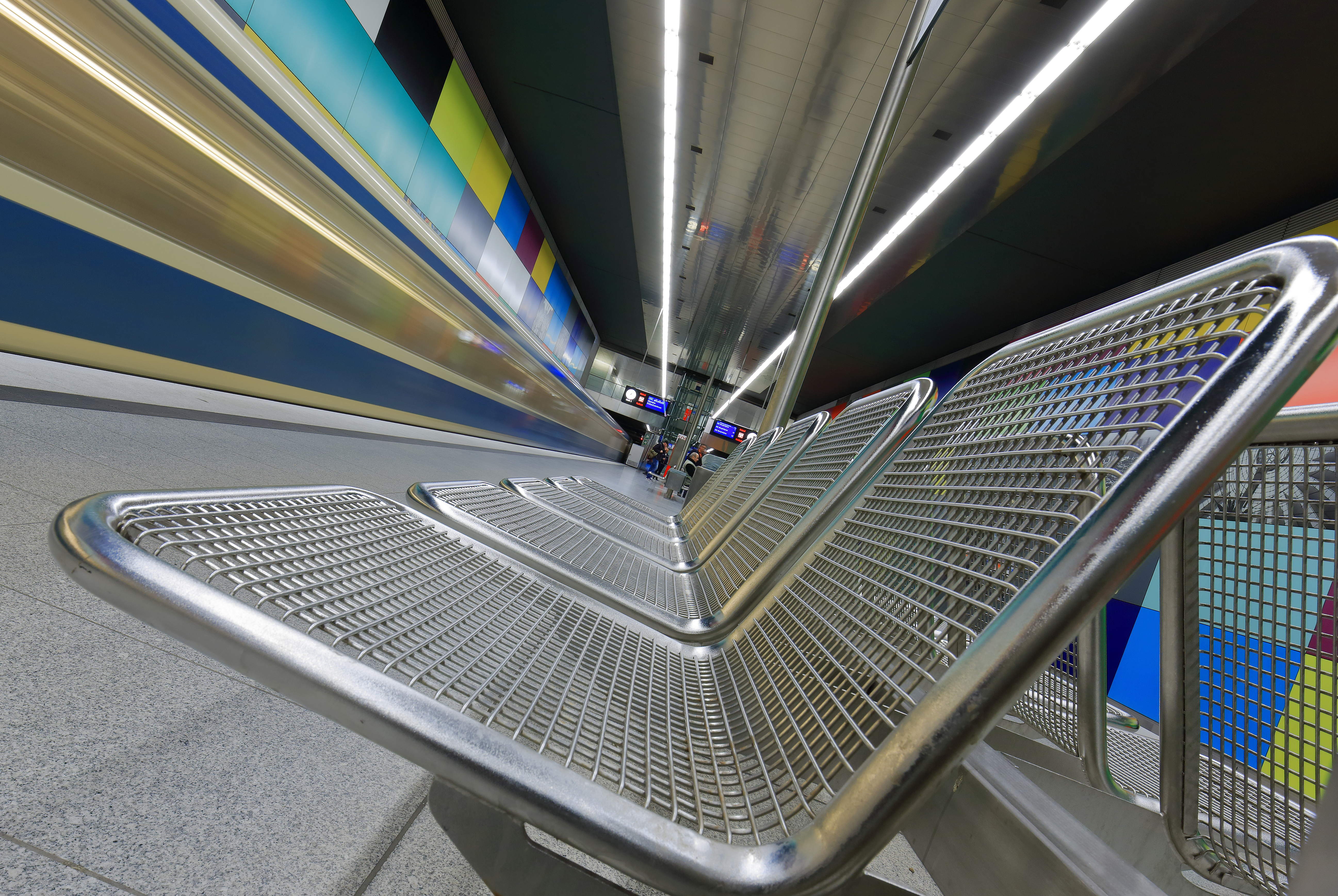
Sedie metalliche sulla piattaforma della stazione Georg-Brauchle-Ring della metropolitana di Monaco. Foto scattata con la prospettiva dell'angolo olandese.

## Altri ambiti

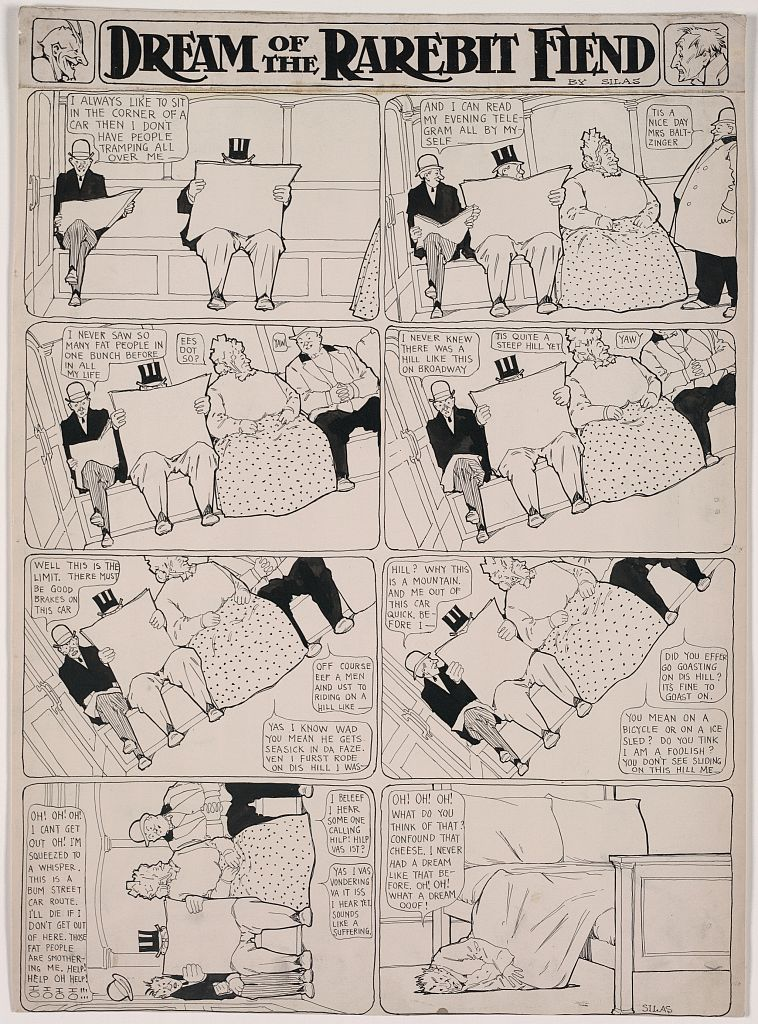
Dream of the Rarebit Fiend, tavola del 10 settembre 1904.

### Fumetti
Nel fumetto, il disegnatore americano Winsor McCay (1869–1934) può essere considerato un antesignano dell'angolo olandese. Nel suo Dream of the Rarebit Fiend, pubblicato a partire dal 1904, vengono descritti gli incubi tormentati di personaggi accomunati dal fatto d'aver fatto indigestione dei famigerati rarebit gallesi, popolari crostini ricoperti di formaggio fuso. La dimensione onirica di alcune vignette viene resa ricorrendo ad inquadrature variamente inclinate.

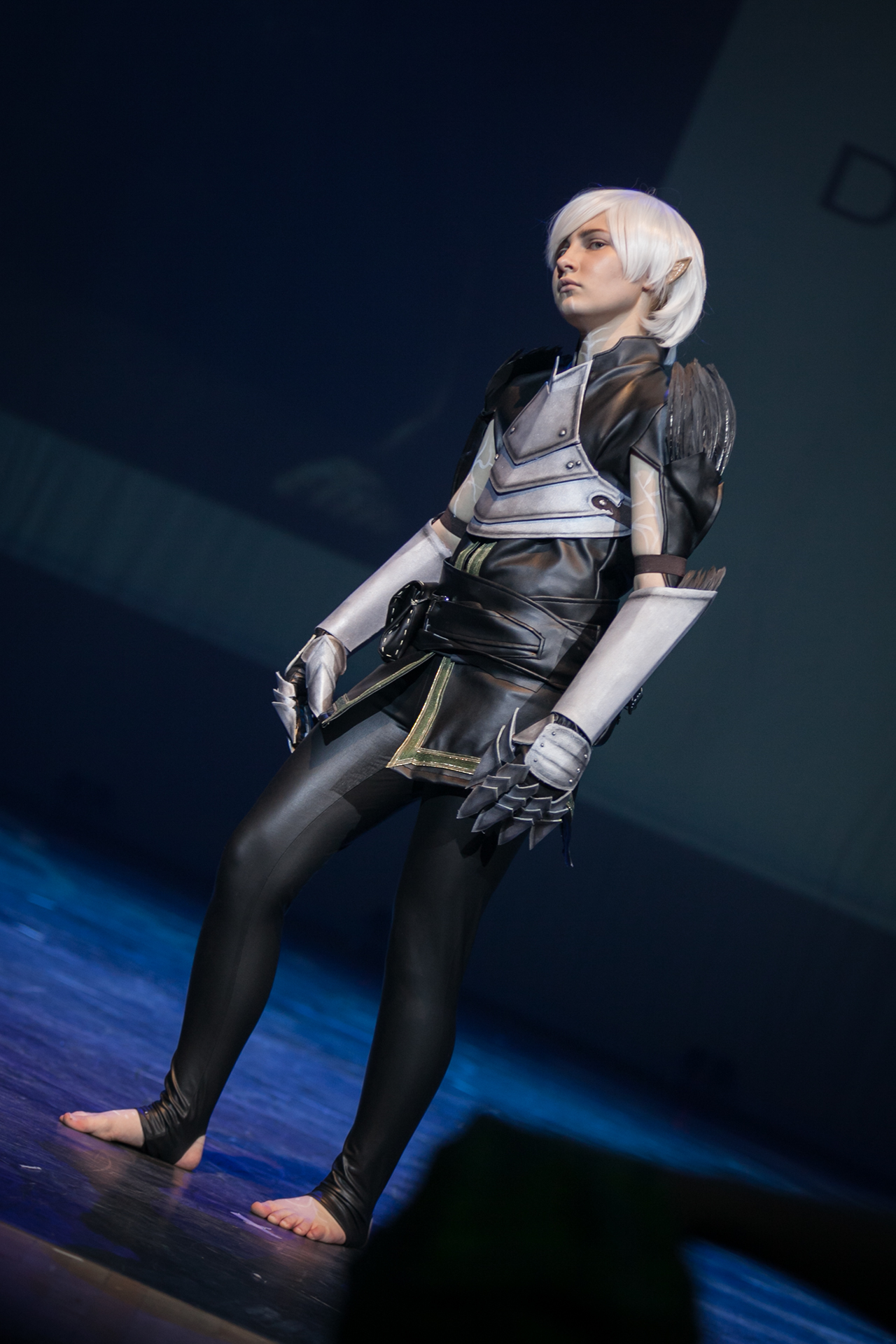
Cosplay ispirato a Dragon Age fotografato con angolo olandese.

In epoca più recente, l'angolo olandese è utilizzato sistematicamente in anime e manga giapponesi, quando l'autore vuole "forzare" una immagine verticale all'interno di una vignetta orizzontale.

### Videogiochi
L'angolo olandese è utilizzato in molti videogiochi. Per citare solo alcuni dei più famosi, in Dragon Age: Origins e Dragon Age II, esso è spesso utilizzato nelle scene centrate su personaggi posseduti da demòni; in Eternal Darkness, la progressione della follia nei personaggi è sottolineata da inquadrature sempre più inclinate;  ulteriori esempi si possono trovare inoltre in Final Fantasy VIII, Resident Evil e Silent Hill.